# هاني سلام
هاني سلام هو الرئيس الحالي والرئيس التنفيذي لشركة الخليج للموارد (GRC)، وهي مجموعة دولية من شركات متخصصة في استكشاف وتطوير الطاقة والتعدين وصهر الموارد الطبيعية ذات الصلة، تخرج سلام بدرجة بكالوريوس في الهندسة المدنية، وعمل رئيسًا لمجلس GRC منذ إنشائها.

## الخلفية العائلية
ولد سلام في لبنان في عائلة ناجحة ذات توجه سياسي، ويُفترض أنها شكلت أساسًا لأنشطته الدبلوماسية والدبلوماسية المستقبلية، وأسس والده محمد سلام في شراكة مع عمه الأب صائب سلام شركة طيران الشرق الأوسط في 1948، كما شغل صائب سلام منصب رئيس وزراء لبنان كما فعل آخر من أعمام الأب رشيد كرامي، وعلى الجانب الأموي لسلا، شغل خاله الدكتور حسين الخالدي منصب رئيس وزراء الأردن.

## مساعي سياسية
خدم سلام بلاده كمبعوث رئاسي في ظل حكومات الرؤساء سليمان فرنجية وإلياس سركيس وأمين الجميل، وحقق نجاحًا كرئيس للوفد اللبناني وتفاوض هو وشريكه مهدي التاجر مع الرئيس حافظ الأسد، لتوقيع اتفاق الطائف التي أنهت الحرب الأهلية اللبنانية.

## شركة موارد الخليج «جي آر سي»
تم تأسيس شركة موارد الخليج (GRC) في أواخر عام 1979 من قبل رئيسها هاني سلام، وبدأت عملياتها في المقاولات والهندسة المدنية، وبعد فترة وجيزة ارتبطت مع شركة Kaiser Aluminium وتم تأسيس شركة Alba وهي أول شركة لصهر الألمنيوم في البحرين.
وبعد ذلك أنشأت GRC وKaiser Aluminium مشروع مشترك لتكرير النفط وصهر الألومنيوم في قطر والإمارات العربية المتحدة والمملكة العربية السعودية.

## مرتبة الشرف
منح الملك جعفر ماليزيا لهاني سلام لقب داتو سيري المرموق، وحاز أيضًا على وسام شرف الكونغرس للفلبين.